# Südtiroler Platz (Innsbruck)

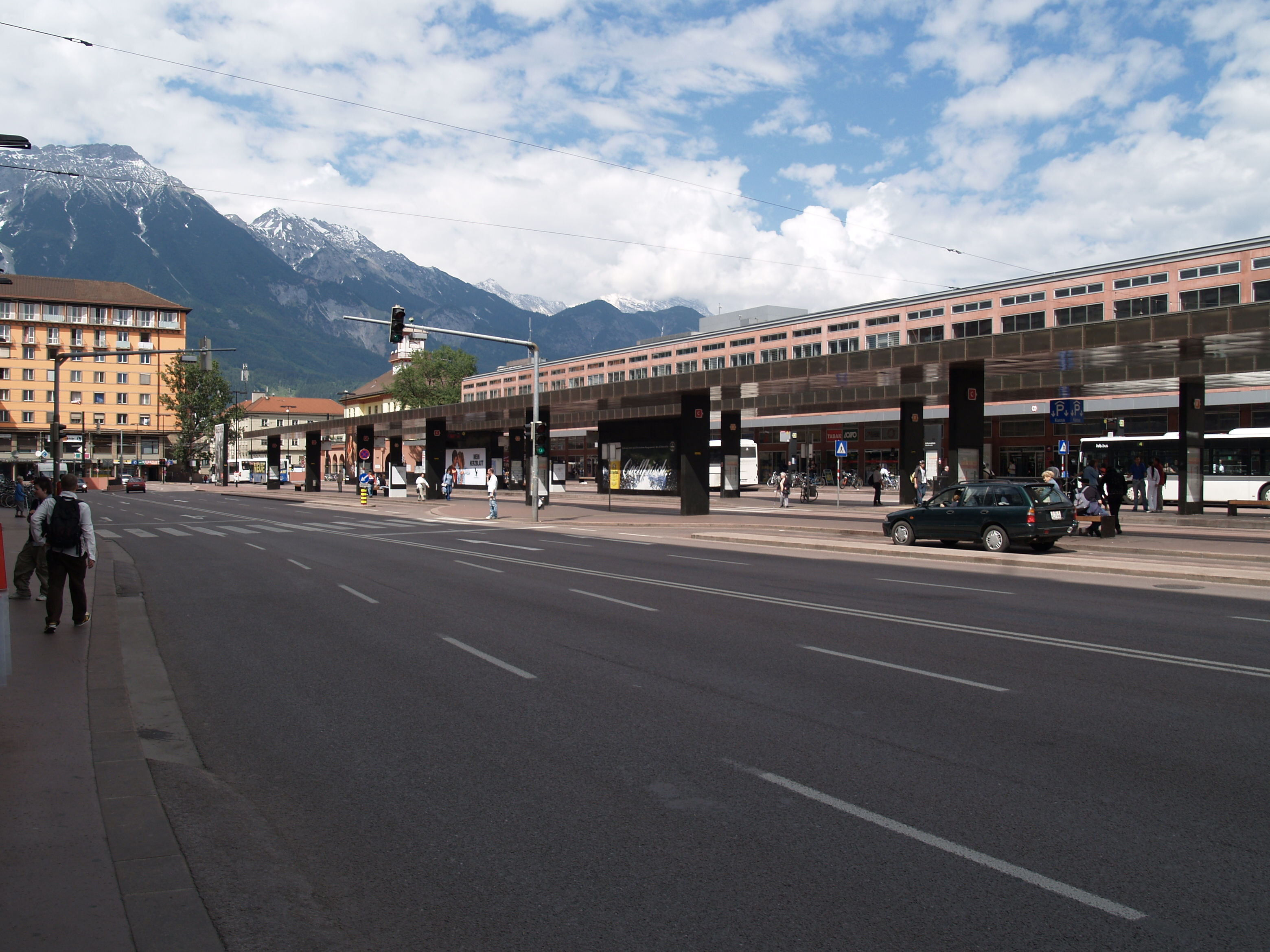
Südtiroler Platz Richtung Nordosten

Der Südtiroler Platz (bis 1923 Bahnhofsplatz) ist ein Platz in der Innsbrucker Innenstadt.

## Lage
Der langgestreckte, rund 200 m lange und 50 m breite rechteckige Platz befindet sich vor dem Hauptbahnhof. Die gesamte östliche Seite wird vom Aufnahmsgebäude des Bahnhofs eingenommen. Am Nordende münden die Brunecker Straße von Norden und die Brixner Straße von Westen ein, am Südende führen die Salurner Straße nach Westen und die Südbahnstraße nach Süden.

## Geschichte

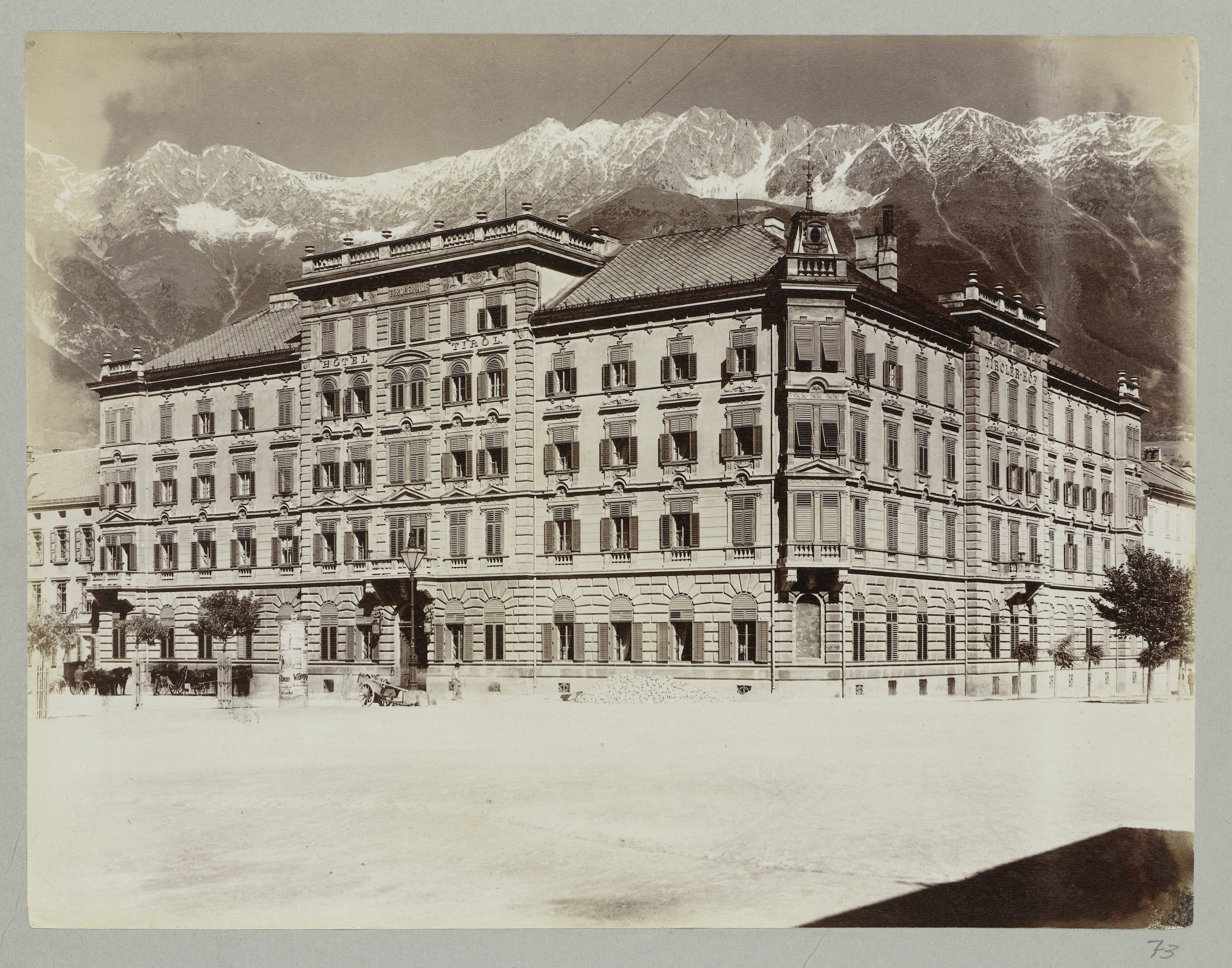
Das Hotel Tyrol an der Nordseite des Platzes, um 1900

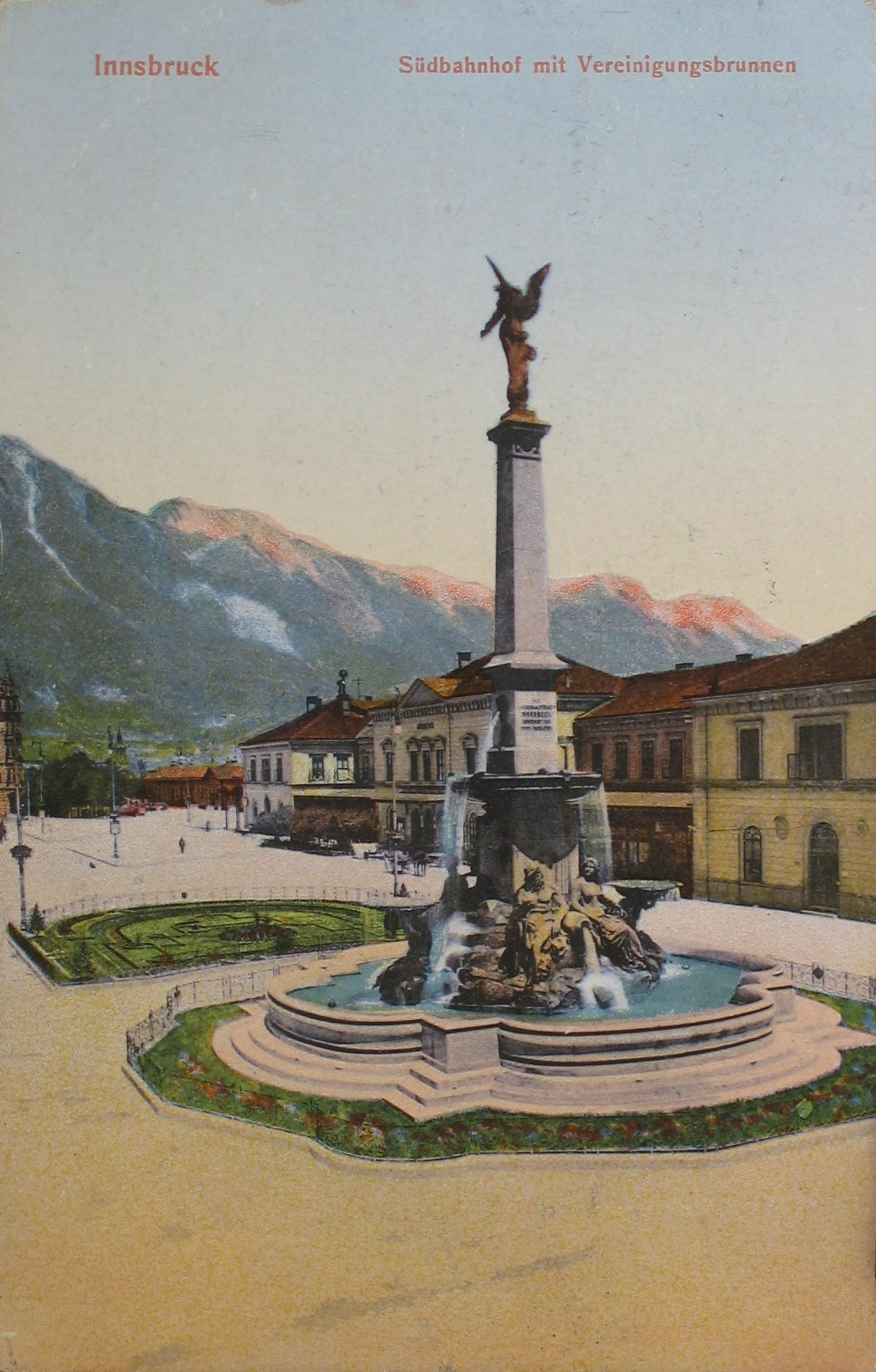
Vereinigungsbrunnen, um 1909

Der Platz wurde 1856/1857 vor dem im Bau befindlichen Bahnhofsgebäude in bis dahin weitgehend unbebautem Gebiet angelegt. Nach der Eröffnung das Bahnhofs 1858 siedelten sich insbesondere Gastronomiebetriebe und Hotels an, wie etwa das 1869 eröffnete Hôtel de l'Europe (das heutige Hotel Europa), das als erstes Haus am Platz galt. Die ersten gebauten Häuser standen ursprünglich auf Wiltener Gemeindegebiet und kamen erst 1878 im Zuge einer Grenzregulierung zu Innsbruck.
1886 wurde auf dem Platz ein kleiner Brunnen aufgestellt, der 1905 an die Kreuzung Sonnenburgstraße/Stafflerstraße versetzt wurde.
1906 wurde im südlichen Bereich des Platzes der von Johann von Sieberer gestiftete Vereinigungsbrunnen aufgestellt. Der von Franz Baumgartner geschaffene Brunnen erinnerte an die im Jahr 1904 erfolgte Eingemeindung Wiltens und Pradls nach Innsbruck. Die Bronzefiguren stellten die Personifikationen Innsbrucks, Wiltens und Pradls sowie die Personifikationen von Inn und Sill dar. Der Brunnen wurde 1940 aus verkehrstechnischen Gründen abgebaut, die Brunnenschale als einziges erhaltenes Element befindet sich heute am Domplatz.
1923 wurde der Bahnhofsplatz zur Erinnerung der Abtrennung Südtirols in Folge des Vertrags von Saint-Germain in Südtiroler Platz umbenannt.
Im Zweiten Weltkrieg waren die Bahnanlagen häufig Ziel von Bomben. Dadurch wurden zahlreiche Gebäude im Umfeld, insbesondere auch das Bahnhofsgebäude, zerstört. Die meisten Gebäude am Südtiroler Platz wurden daher nach dem Krieg neu gebaut.
Seit 1983 wird die Stubaitalbahn, deren ursprünglicher Ausgangspunkt der Stubaitalbahnhof in Wilten war, über das Straßenbahnnetz in die Innenstadt geführt und hat ihre Endstation am Südtiroler Platz, wofür die Gleisanlagen umgebaut wurden.
In den Jahren 2001 bis 2004 wurde ein neues Bahnhofsgebäude errichtet. Im Zuge des Neubaus wurde auch der Südtiroler Platz umgestaltet. Der Haltestellenbereich wurde vergrößert, näher an den Bahnhof gerückt und mit zusätzlichen Straßenbahngeleisen versehen. Entsprechend der Bahnhofsfassade aus rot eingefärbtem Sichtbeton wurde der Platz 2005 mit einem rötlichen Asphaltbelag gestaltet, um die Integration des Bahnhofs in den Stadtraum zu betonen. 2019 wurde der sanierungsbedürftige Belag durch kostengünstigeren schwarzen Standardasphalt ersetzt.

## Verkehr

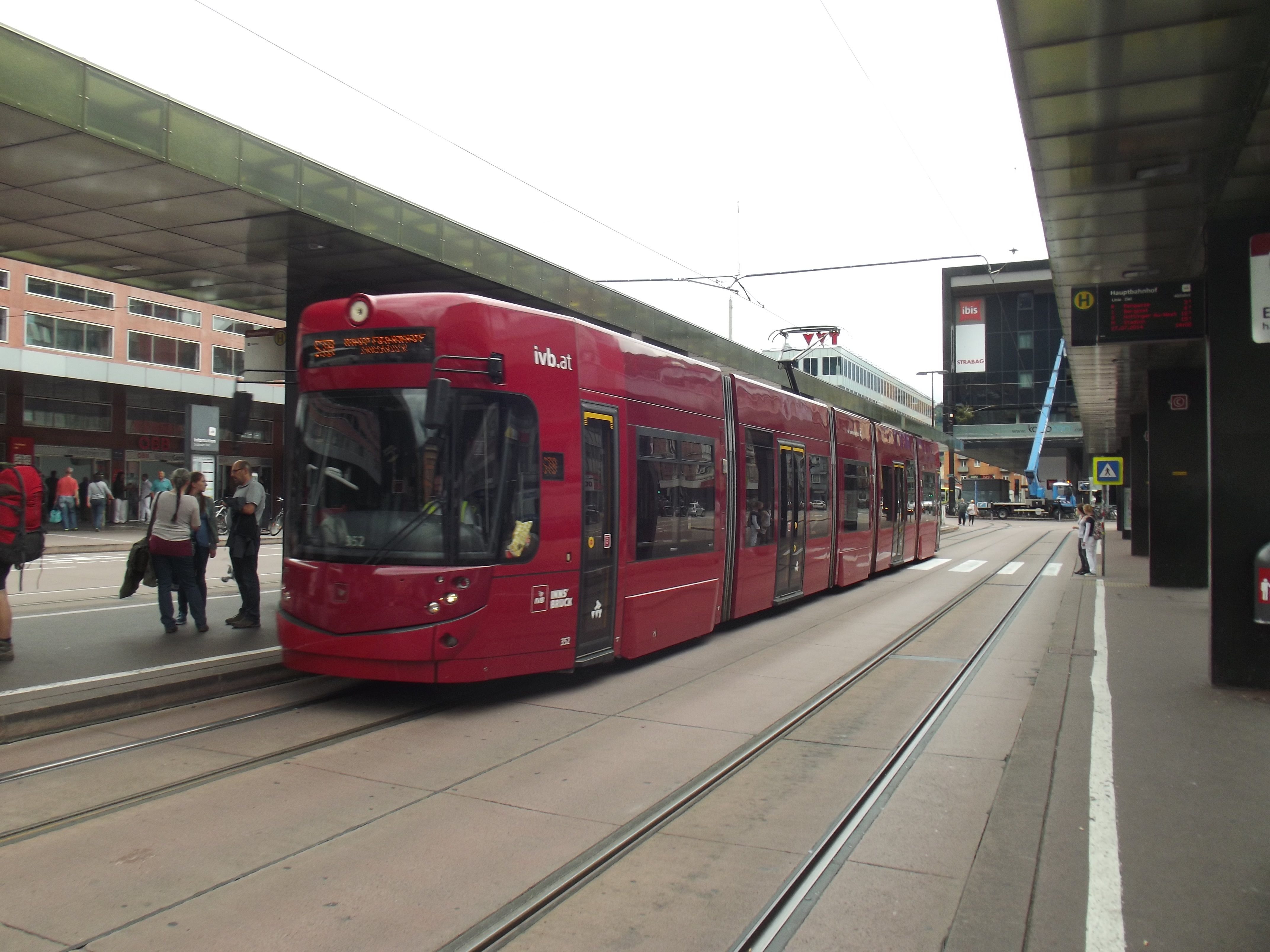
Straßenbahn an der Haltestelle Hauptbahnhof

Der Südtiroler Platz ist ein wichtiger Knotenpunkt des öffentlichen Verkehrs und dient  insbesondere der Verknüpfung von Regional- und Fernverkehr mit dem innerstädtischen Verkehr. Die Haltestelle Hauptbahnhof wird von den Straßenbahnlinien 3 und 5 und zahlreichen Buslinien angefahren und ist Ausgangspunkt der Stubaitalbahn. Der Großteil des Platzes wird von den vier überdachten Bahn-/Bussteigen eingenommen.
Südlich an den Südtiroler Platz schließt sich der Busbahnhof an, von dem aus Regionalbusse ins Umland verkehren. Der Individualverkehr wird an der Westseite des Platzes entlanggeführt, unter dem Platz befindet sich eine Tiefgarage mit direktem Zugang zum Bahnhofsgebäude.

## Galerie

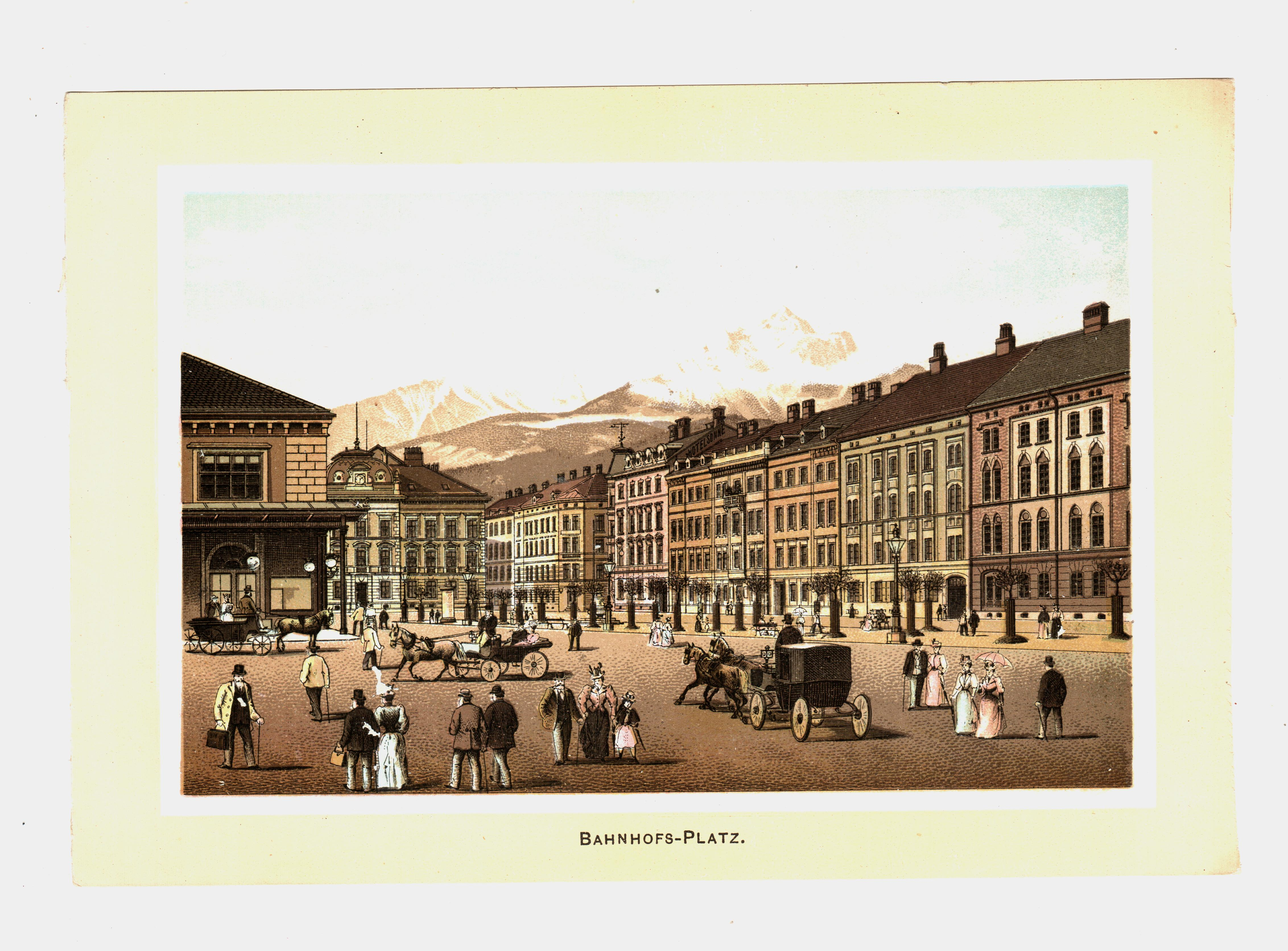
Der Bahnhofsplatz vor 1905
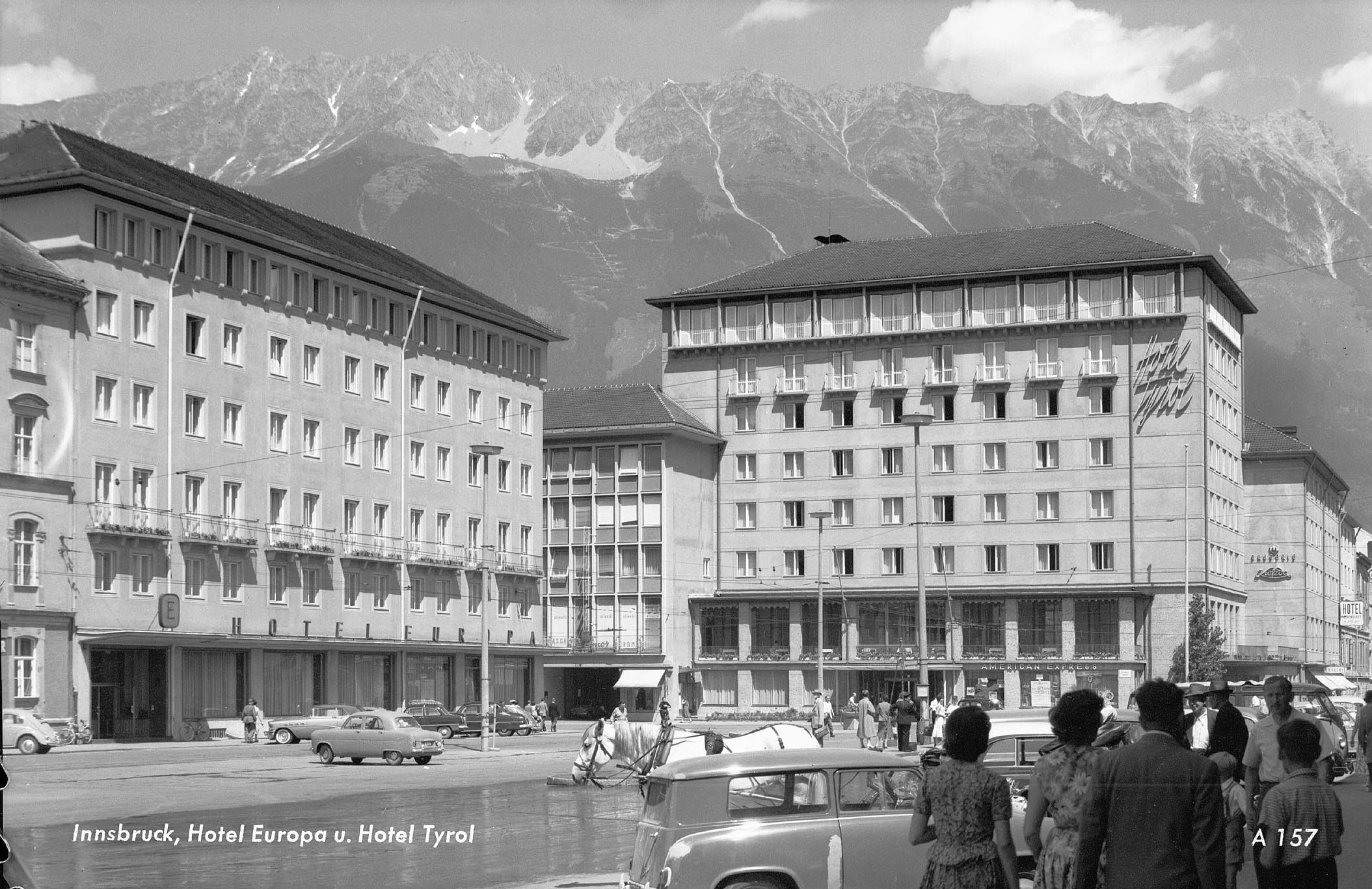
Südtiroler Platz mit Hotel Europa und Hotel Tyrol um 1960
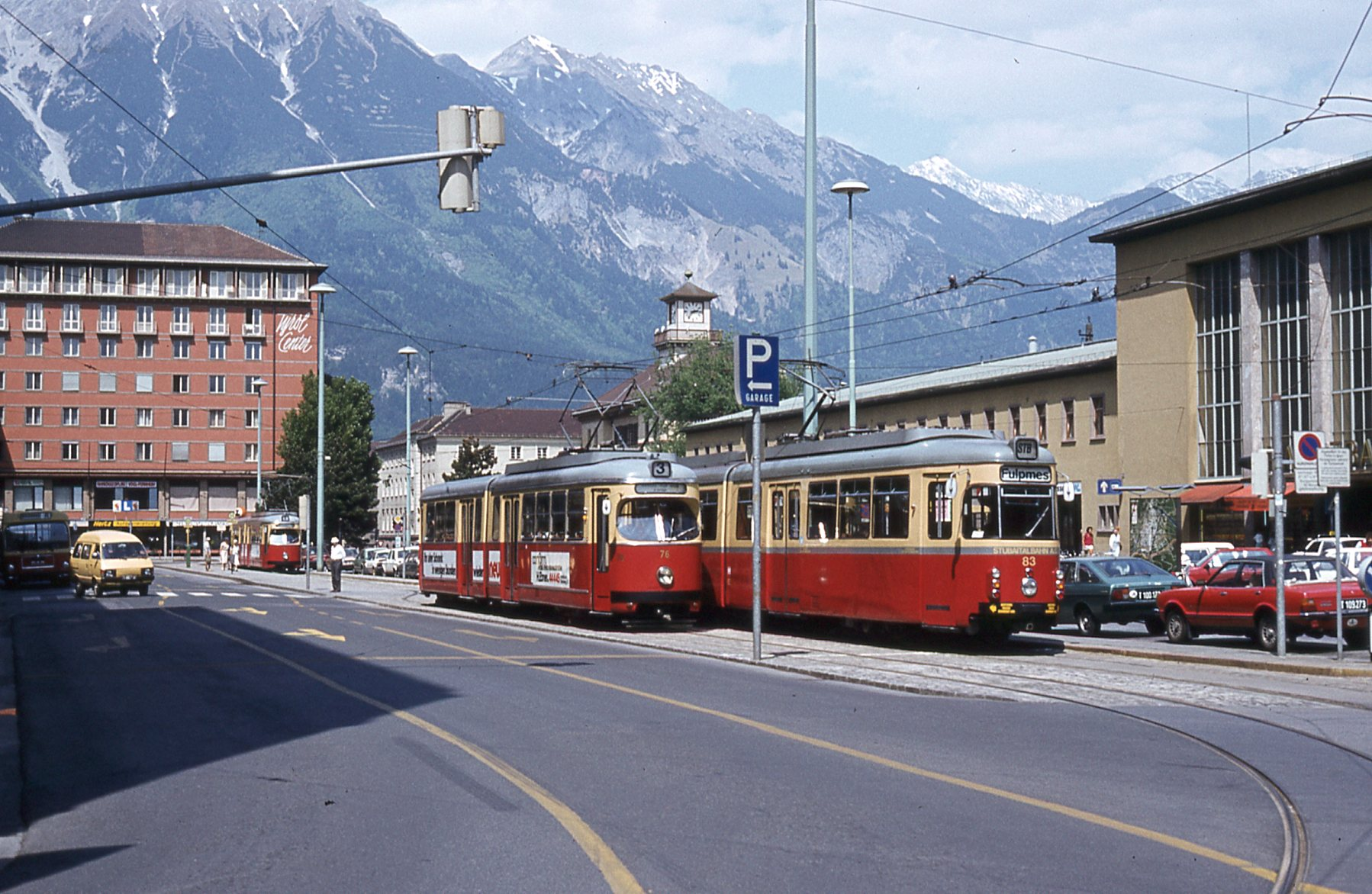
Straßenbahn der Linie 3 und Stubaitalbahn an der Haltestelle Hauptbahnhof (1980er Jahre)
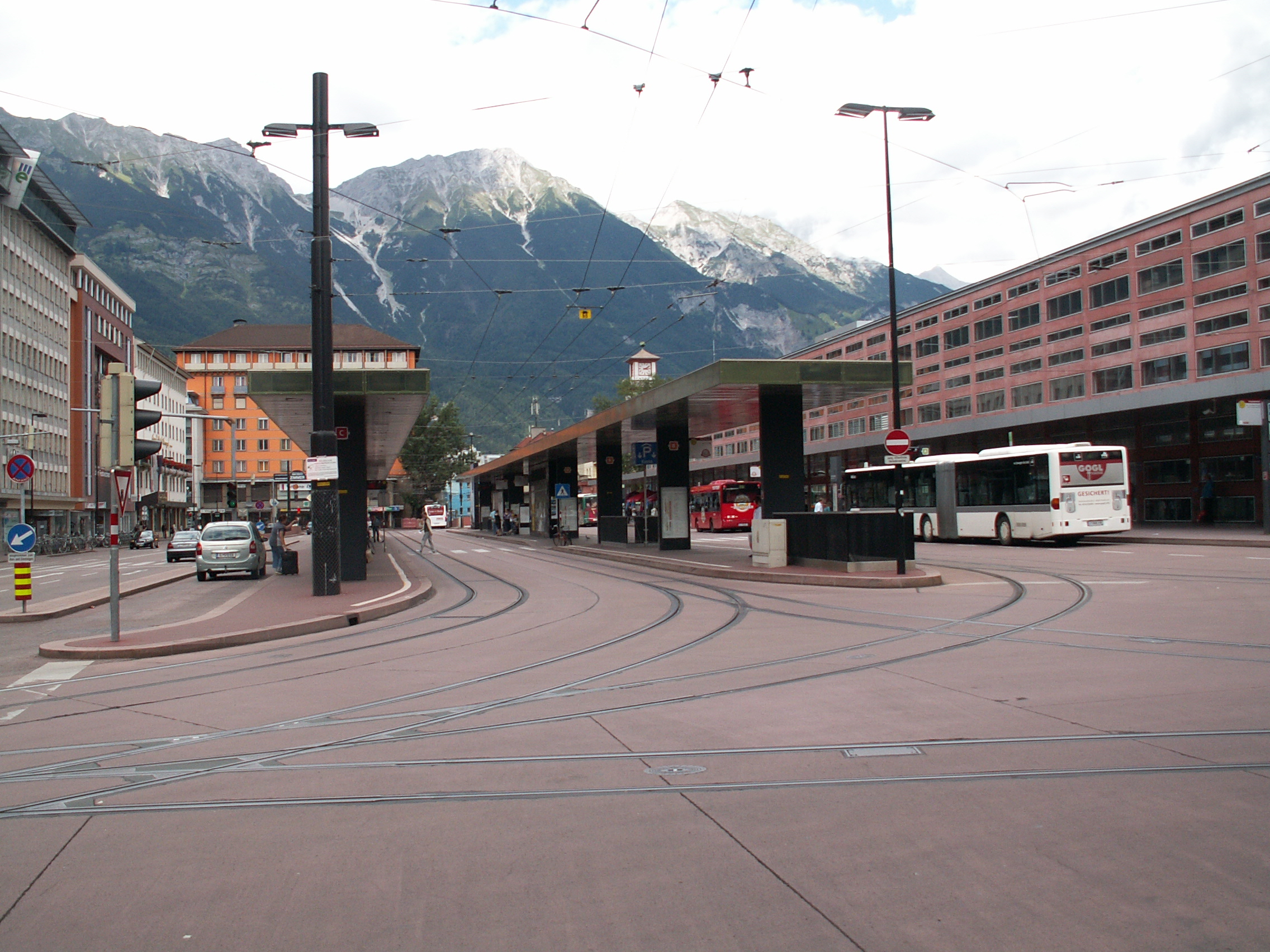
Haltestellenbereich (2009)
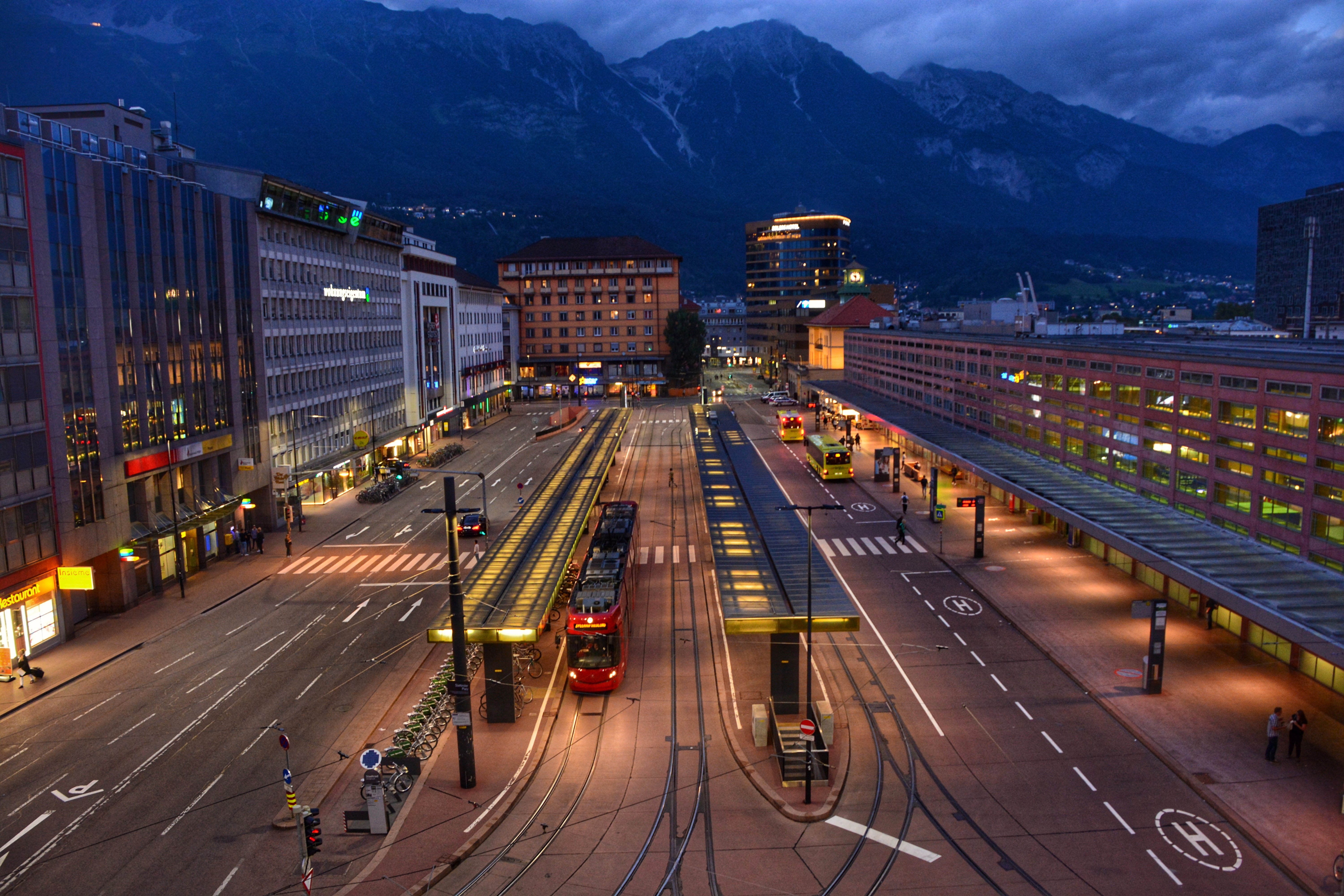
Der Platz Richtung Norden bei Nacht (2018)